# Thomas Francis Gilroy

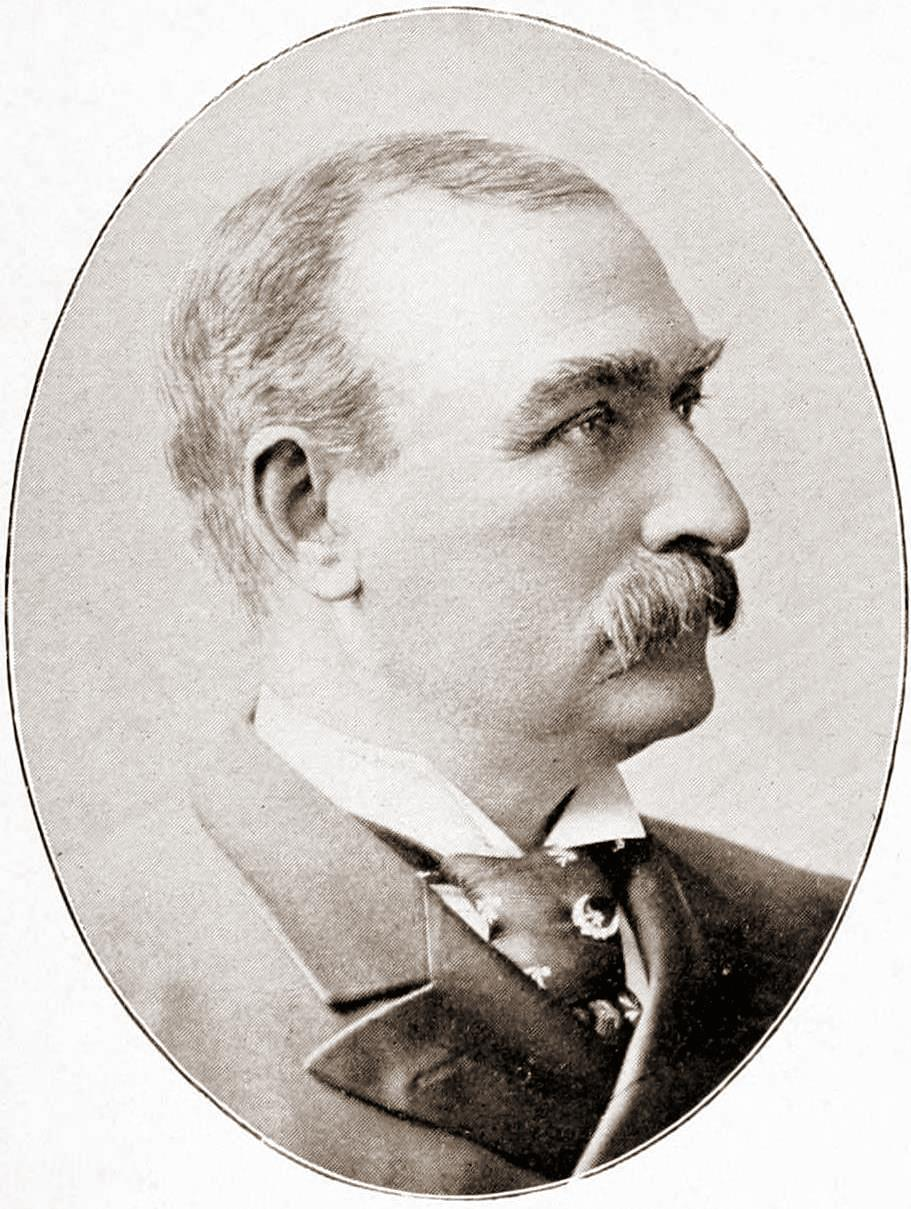
Thomas Francis Gilroy

Thomas Francis Gilroy (* 3. Juni 1840 in Sligo, Irland; † 1. Dezember 1911 in Queens, New York City) war ein US-amerikanischer Politiker. In den Jahren 1893 und 1894 war er Bürgermeister der Stadt New York.

## Werdegang
Im Alter von sieben Jahren kam Thomas Gilroy mit seinen Eltern aus seiner irischen Heimat nach New York. Er besuchte für kurze Zeit die dortigen öffentlichen Schulen. Nach dem frühen Tod seines Vaters musste er die Schule verlassen, um Geld zu verdienen. Dabei arbeitete er im Verlagswesen. Seit den frühen 1860er Jahren war er für die Demokratische Partei und die mit dieser eng verbundene Gesellschaft von Tammany Hall tätig. Er war Botengänger für deren berüchtigten Leiter William Tweed und dann Geheimsekretär für dessen Nachfolger Henry Genet. Im Jahr 1888 leitete er den erfolgreichen Wahlkampf von Hugh J. Grant für das Amt des New Yorker Bürgermeisters. Als Gegenleistung erhielt er die Stelle des Commissioner of Public Works, die er zwischen 1889 und 1893 bekleidete. 1891 erhielt er den Rang des Grand Sachem of Tammany Hall, den einst William Tweed getragen hatte. Gilroy galt als eine von Tammany Hall gelenkte Figur. In den Jahren 1888 und 1896 war er Ersatzdelegierter bzw. regulärer Delegierter zu den jeweiligen Democratic National Conventions.
1892 wurde er zum Bürgermeister von New York gewählt. Dieses Amt hatte er zwischen dem 1. Januar 1893 und dem 31. Dezember 1894 inne. Das Stadtgebiet von New York erstreckte sich bis 1898 im Wesentlichen auf den heutigen Stadtteil Manhattan. Während seiner Zeit als Bürgermeister kam es zu einer Untersuchung der Polizeiverwaltung. Dabei wurde eine weitgehende Korruption zwischen dieser Behörde und Tammany Hall aufgedeckt. Wohl unter dem Eindruck dieser Geschehnisse verzichtete Gilroy 1894 auf eine weitere Kandidatur. Zwischen 1896 und 1901 war er Präsident der Twelfth Ward Bank. Danach zog er sich in den Ruhestand zurück. Er starb am 1. Dezember 1911 in Far Rockaway, einem Ortsteil von Queens.